# Heat of the Moment
Heat of the Moment is een nummer dat John Wetton en Geoff Downes schreven voor het debuutalbum van hun band Asia. In april 1982 werd het nummer op single uitgebracht.

## Achtergrond
Het nummer is van Wettons kant autobiografisch. Het gaat over de slechte behandeling van een toenmalige vriendin, met wie hij later desondanks trouwde; het huwelijk strandde uiteindelijk na tien jaar, Het oorspronkelijk nummer bevatte een refrein in 6/8 maatsoort, maar toen Downes zich ermee begon te bemoeien werd ook de maatsoort meer rockachtig. Het nummer kwam als laatste van de elpee tot stand; John Kalocher van Geffen Records miste voor het album een single om het album te kunnen promoten. Wetton en Downes had meer aandacht voor het album als eindresultaat.
In april 1982 werd het nummer inderdaad op single  uitgebracht en werd in een aantal landen een hit. In Asia's thuisland het Verenigd Koninkrijk werd op de B-kant Time Again geperst; dat nummer is ook van eerder genoemd album. Voor de rest van de wereld werd Ride Easy gebruikt, dat niet op het album stond. Ride Easy werd later wel meegenomen op compilatiealbums als ook een heruitgave van Asia op cd.  
De bijbehorende videoclip werd geregisseerd door Kevin Godley en Lol Creme. 
De plaat werd een grote hit in Europa en Noord-Amerika  en een bescheiden hit in Oceanië. Hoewel het in de VS een hele grote hit was (18 weken met piek op plaats 4 in Billboard Hot 100), haalde de plaat in Asia's thuisland het Verenigd Koninkrijk slechts vijf weken notering met een piek op de 46e positie in de UK Singles Chart.
In Nederland werd de plaat een radiohit in de destijds drie hitlijsten en bereikte de 34e positie in de Nederlandse Top 40; de 33e positie in de Nationale Hitparade en piekte op een 29e positie in de TROS Top 50. In de Europese hitlijst, de TROS Europarade, werd géén notering behaald.
In België behaalde de plaat géén notering in beide Vlaamse hitlijsten en de Waalse hitlijst.